# Bani Abidi
Bani Abidi (* 1971 in Karatschi) ist eine pakistanische Videokünstlerin, Fotografin und Installationskünstlerin, die seit 2011 in Berlin lebt.

## Leben und Werk
Abidi studierte am National College of Arts in Lahore. Den Master of Fine Arts legte sie an der School of the Art Institute of Chicago ab. Sie war 2011 Stipendiatin des Berliner Künstlerprogramms des DAAD.
Bani Abidis Arbeiten beschreiben Herrschafts- und Machtstrukturen. Gezeigt werden inszenierte Szenarios, die dokumentarisch wirken und häufig durch einen ironisch/humorvollen Blick ergänzt sind.
Mangoes von (1999) ist ein Film, bei dem sich eine Inderin und eine Pakistani beim Mangoessen unterhalten. Die latente Spannung und das ewige Konkurrenzverhältnis zwischen den beiden Nationen Indien und Pakistan tritt zutage, als die Gesprächspartnerinnen darüber in Streit geraten, welches Land im Mango-Anbau führend ist. Die Video-Doppelprojektion Reserved (2006) handelt davon, dass sich eine Stadt auf die Visite eines hohen Politikers vorbereitet. Security Barriers A-L (2008) ist eine Serie von Injekt-Prints über Typen von Straßensperren. Weitere bekannte Filme sind The Distance from Here (2010) und An Unforseen Situation (2015).
International wurden Abidis Arbeiten in zahlreichen Ausstellungen präsentiert, unter anderem in der Galerie Experimenter in Kolkata (2016, solo), am Dallas Contemporary Museum, Dallas Texas (2015, solo) auf der Berlin Biennale (2014), im Kunstverein Arnsberg (2014, solo), der dOCUMENTA (13), Kassel (2012), dem Baltic Centre for Contemporary Art, Newcastle (2011, solo), der Galerie Green Cardamom, London (2010, solo), V. M. Art Gallery, Karatschi (2010, solo), der Biennale d’art contemporain de Lyon (2009), der Gwangju Biennale (2008), der Fukuoka Triennale (2005), bei Project 88, Mumbai (2010, solo).